# Corynosoma longilemniscatus
Corynosoma longilemniscatus är en hakmaskart som beskrevs av Machado 1961. Corynosoma longilemniscatus ingår i släktet Corynosoma och familjen Polymorphidae. Inga underarter finns listade i Catalogue of Life.